# Лукино (Тамбовская область)
Лукино — село в Ржаксинском районе Тамбовской области России. 
Административный центр Лукинского сельсовета.

## География
Расположено на реке Сухая Ржакса (Ржакса), в 10 км к северо-востоку от райцентра, пгт Ржакса, и в 72 км к юго-востоку от Тамбова.

## Население
| 2002 | 2010 |
| ---- | ---- |
| 735  | ↘664 |

## История
В 2003 году в село Лукино (76 жителей по переписи 2002 года) были включены деревни Давыдовка (200 жителей), Лукино-2-е (151 жителей), Ольховка (22 жителя), Поплевка (54 жителя), посёлки Луговой (229 жителей) и Самохинский (3 жителя) Лукинского сельсовета.